# Poszukiwany (film)
Poszukiwany (oryg. Athadu / అతడు, tamil. Nandhu, malajalam Target) – indyjski thriller z 2005 roku w reżyserii Trivikrama Srinivasa. Obraz zrealizowany został w języku telugu. W rolach głównych wystąpili Mahesh Babu, Trisha Krishnan i Prakash Raj. Ten debiut reżyserski stał się największym hitem 2005 roku w kinie Tollywoodu na południu Indii.
Tematem filmu jest grzech, jakim jest robić bardzo złe rzeczy bardzo dobrze. To historia kogoś, kto zaczął zabijać jako dziecko, stał się zawodowym zabójcą, a zdradzony przeżył przemianę. Film przedstawia zbrodnię i śledztwo, ale i głębokie relacje między dziadkiem (Nasser) i jego dorosłym wnukiem (Mahesh Babu), tęsknotę za przynależnością do rodziny i miłość rodzącą się między kobietą (Trisha Krishnan) i mężczyzną mimo jego strachu przed związaniem się z kimś.

## Fabuła
Młody chłopak z zimną krwią strzela do zaskoczonego szefa mafii. Jego perfekcjonizm w zabijaniu wstrząsa nawet gangsterami. Mały zaczyna być wykorzystywany przez bandę Sadhu (Rahul Dev). Razem z drugim wyrostkiem Malli ratują szefowi życie. Po latach rozboju w Hajdarabadzie dorosły już Nanda Gopal / Nandu (Mahesh Babu) jest wysoko opłacanym i cenionym za swój „profesjonalizm” zabójcą. Od dziecka jak cień towarzyszy mu Malli (Sonu Sood). Osłania jego ucieczki. Pewnego dnia Nandu otrzymuje niezwykłe zlecenie. Aby zwiększyć przed wyborami swoją popularność kandydat na premiera Tamil Nadu zamawia u niego pozorowany zamach. Po strzale przerażony Nandu widzi, jak polityk z kulą w czole pada na ziemię, jak płonie samochód, w którym czekał na niego Malli, jak policja błyskawicznie otacza budynek, z którego strzelał. Oszukanemu Nandu udaje się jednak uciec. Ścigany przez policję kryje się w pociągu. Zdyszany, wytrącony z równowagi siada naprzeciwko mężczyzny, który otwarcie zaczyna mu opowiadać o sobie. Nazywa się Pardhu. Szczęśliwy wraca po 12 latach nieobecności do domu. Uciekł z niego jako 10-latek. Teraz zobaczył na mieście plakaty ze swoją twarzą z dzieciństwa. Poruszony tym, że rodzina dotychczas go szuka, pamięta o nim, zdecydował się wrócić. Na jednej ze stacji policja oczekująca już na ściganego zamachowca, strzela do niego. Od kuli przeznaczonej dla Nandu, ginie Pardhu. Zabójca szukając schronienia pojawia się w rodzinie jako Pardhu. W Hajdarabadzie oficer policji (Prakash Raj) rozpoczyna śledztwo w sprawie morderstwa na polityku.

## Obsada
- Mahesh Babu – Nanda Gopal / Nandu /Pardhu
- Trisha Krishnan – Puri
- Sonu Sood – Malli
- Prakash Raj – Anjaneya Prasad(CBI Oficer)
- Nasser – Satya Narayana Murthy
- Brahmanandam – wujek Puri
- Sunil – Ramana
- Sayaji Shinde – Shiva Reddy
- Rajiv Kanakala – Pardhasaradhi / Pardhu
- Kota Srinivas Rao – Baji Reddy
- Rahul Dev – Sadhu
- Ajay – Pratap Reddy

## Muzyka
Film zawiera 6 piosenek skomponowanych przez Mani Sharma:
- Adharaku – Vishwa
- Pillagali – Shreya Ghoshal
- Avunu Nijam – Kay Kay & Sunitha
- Chandamama – Mahalakshmi Iyer & Ranjith
- Neetho Cheppana – S.P. Balu & Chitra
- Pilichina – Karthik & Kavita Krishnamurthy